# 德尔塔国家森林
德尔塔国家森林（英語：Delta National Forest）是一座美国的国家森林，地处密西西比州西部夏基縣内，占地面积60,898英畝（24,640公頃）。和其他五座密西西比州的国家森林一样，德尔塔国家森林的行政中心位于杰克逊，但其区域巡逻办公室位于罗灵福克。该森林是美国的六座完全位于单个州的国家森林之一，也是国家森林系统中唯一一座滩涂硬木森林。
森林内的绿灰橡树枫香自然研究区（Green Ash-Overcup Oak-Sweetgum Research Natural Areas）就是一处原始的滩涂硬木森林，1976年5月被归为国家自然景观。